# افسون‌شده (فیلم ۲۰۰۳)
افسون‌شده (ایتالیایی: Il cuore altrove) یک فیلم درام به کارگردانی پوپی آواتی است که در سال ۲۰۰۳ منتشر شد و در جشنواره فیلم کن ۲۰۰۳ به نمایش درآمد.
از بازیگران آن می‌توان به نری مارکوره، ساندرا میلو، جولیو بوزتی، ونسا اینکنترادا، جیزلا مارنگو، نینو دآنجلو و جانکارلو جانینی اشاره کرد.